# Мендес Триндаде, Элиас
Элиас Мендес Триндаде (порт. Elias Mendes Trindade; 16 мая 1985, Сан-Паулу) — бразильский футболист, левый, центральный полузащитник. 
Ныне работает скаутом Реал Вальядолид

## Карьера

### Клубная карьера
Элиас — воспитанник клуба «Палмейрас», где он провёл восемь лет. В одном из сезонов, в составе команды до 17 лет, где он выступал вместе с Вагнером Лавом, Элиас стал лучшим бомбардиром с 20-ю голами, один из которых стал победным в финале молодёжного чемпионата Сан-Паулу против «Коринтианса». В 2005 году он покинул клуб и перешёл в «Наутико Ресифи». Там полузащитник играл чрезвычайно мало и, к тому же, не получал заработную плату за свой труд. Спустя два месяца, он вернулся в Сан-Паулу, однако не смог найти себе команду и впал в глубокую депрессию. С помощью друзей он постепенно начал немного поддерживать форму в любительских командах «Леоэс да Геоландия» и «Лагоинья», выступая в первенстве севера муниципалитета Сан-Паулу.
В 2007 году, вновь с помощью друзей, Элиас смог попасть на просмотр в клуб «Сан-Бенту». Там он понравился главному тренеру команды, Фредди Ринкону, который взял игрока к себе и поставил его на место атакующего полузащитника, несмотря на то, что до этого футболист всегда играл исключительно в нападении. Затем он играл за «Жувентус», с которым выиграл Кубок Сан-Паулу и «Понте-Прету». С этой командой Элиас дошёл до финала чемпионата штата Сан-Паулу. В начале 2008 года Элиас перешёл в «Коринтианс», подписав контракт до 2011 года, с которым выиграл чемпионат Сан-Паулу и Кубок Бразилии. В августе 2009 года футболистом интересовался российский ЦСКА, но сделка не состоялась.
30 декабря 2010 года Элиас перешёл в испанский клуб «Атлетико Мадрид»; он сказал: «Я всегда хотел играть за испанский клуб, а „Атлетико“ — прекрасная европейская команда». Сумма трансфера составила 7 млн евро. 17 января 2011 года бразилец дебютировал в составе клуба в матче против «Мальорки». 2 марта того же года он забил первый мяч в составе мадридцев, поразив ворота «Хетафе».

### Международная карьера
В составе сборной Бразилии Элиас дебютировал 7 октября 2010 года в товарищеской игре против Ирана, в которой бразильцы победили 3:0. В июне 2011 года он был вызван в состав национальной команды для участия в Кубке Америки.

## Достижения
«Коринтианс»
- Чемпион Бразилии: 2015
- Чемпион штата Сан-Паулу: 2009
- Обладатель Кубка Бразилии: 2009, 2013

«Спортинг»
- Обладатель Кубка Португалии: 2011/12

Личные
- Лучший правый полузащитник чемпионата Бразилии: 2010